# الولید بن زیدان
الولید بن زیدان (انگلیسی: Al Walid ben Zidan; نامشخص – ۲۱ فوریه ۱۶۳۶) سلطان سعدیان مراکش از سال ۱۶۳۱ تا ۱۶۳۶ بود.